# 卡頓伍德福爾斯 (堪薩斯州)
卡頓伍德福爾斯（Cottonwood Falls）為美國堪薩斯州蔡斯縣的一座城市，也是蔡斯縣的縣治。根據2010年美國人口普查，此城市人口有903人。

## 歷史

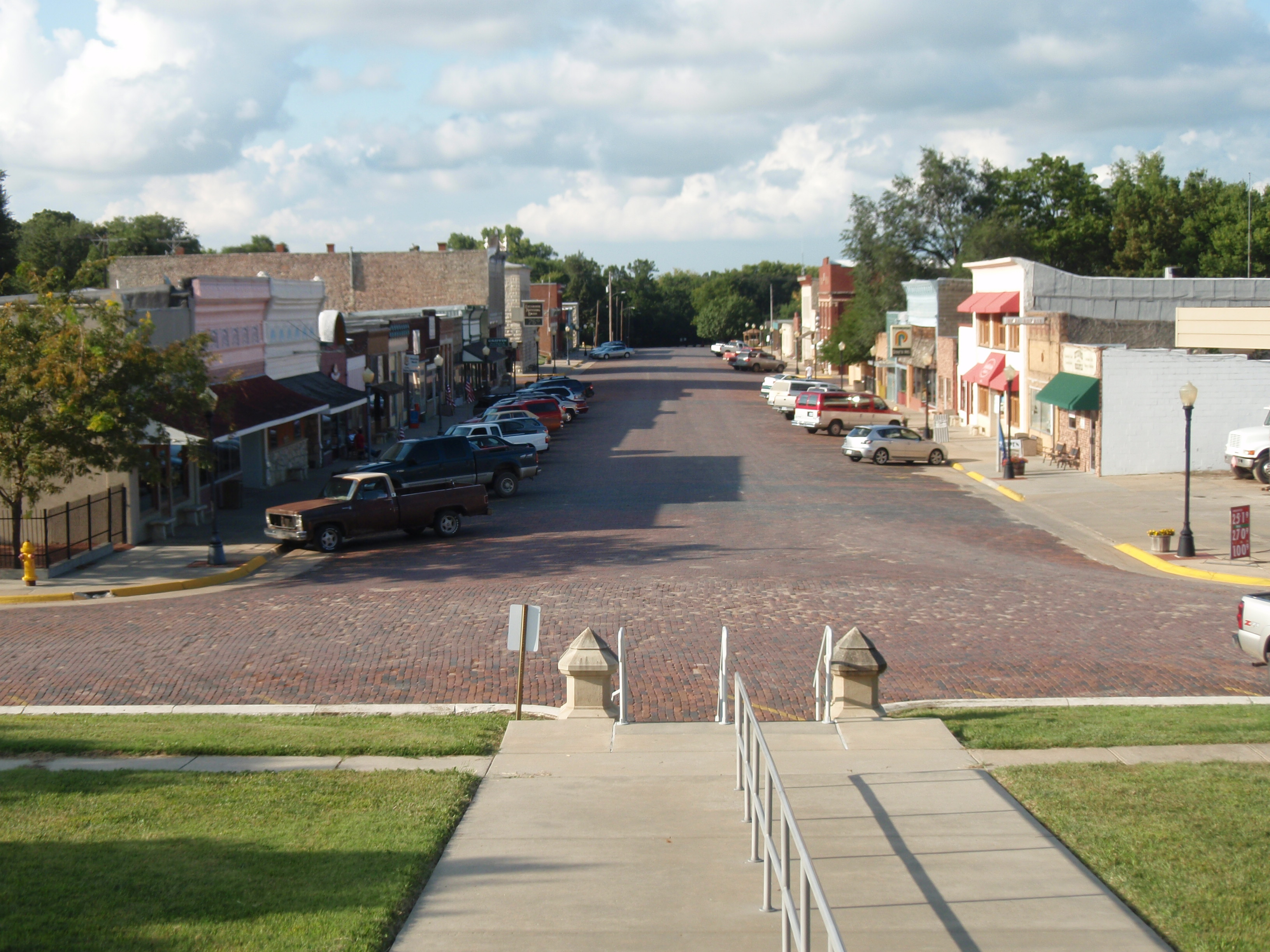
從蔡斯縣法院朝北望著商業區（攝於2009年）

### 早期
數千年以來，北美洲的北美大平原已有美洲原住民居住。16世紀至18世紀期間，法蘭西王國聲稱擁有北美洲大部分的土地。1762年英法北美战争結束以後，法國秘密簽署楓丹白露條約，將新法蘭西割讓給西班牙。

### 19世紀
1802年，西班牙將大部分的土地歸還予法國。1803年，美國在路易斯安那購地中以1英亩2.83美分的價格從法國購得超過828,000平方英里的土地。
1854年，堪薩斯領地成立，然而在1861年成為美國第34個州。1859年，蔡斯縣於堪薩斯領地中成立，其中包含現今的縣治卡頓伍德福爾斯。
卡頓伍德福爾斯成立於1854年，為此地區最早成立的城市，當時有一位名為賽斯·海斯（Seth Hayes）的印度商人在靠近戴蒙德斯普林溪（Diamond Spring Creek）口的卡頓伍德河興建一座畜牧場。此城市周圍地區在1859年劃設為蔡斯縣，而卡頓伍德福爾斯則被指定為蔡斯縣的縣治所在地。其他的早期定居者則在1856年至1858年間陸續抵達卡頓伍德及其郊區。
此城市的第一所郵政局成立於1858年。1873年建成的蔡斯縣法院為此城市一棟具有法國文藝復興風格的建築物；與此同時，艾奇遜，托皮卡和聖塔菲鐵路通達至卡頓伍德福爾斯地區。城市郊區在19世紀末至20世紀初主要被劃分為農場及畜牧場。

### 20世紀
1931年，跨大陸及西部航空599號班機在鄰近巴扎、距卡頓伍德福爾斯南方約10英里處墜毀，造成包含聖母大學美式足球教練克努特·羅克尼在內共8人罹難。
卡頓伍德福爾斯在歷史上曾歷經過無數次的洪災。1951年6月至7月，由於連日暴雨造成河川氾濫，因而淹沒了堪薩斯州許多城市，其中包含卡頓伍德福爾斯。堪薩斯州興建了許多水庫和堤防以作為1951年大洪災響應的一部分。

## 地理
卡頓伍德福爾斯坐落在北緯38度22分5秒、西經96度32分35秒（亦可表示為38.368159, -96.542918）處，位在北美大平原的燧石山內。根據美国人口调查局的資料，此城市總面積為1.55平方（0.60平方英里），其中1.53平方（0.59平方英里）為陸地，0.03平方（0.01平方英里）為水域。

### 氣候
夏季溼熱、冬季不甚乾冷為此地區的氣候特徵。根據柯本气候分类法，卡頓伍德福爾斯的氣候屬於副热带湿润气候（氣候圖中簡寫為「Cfa」）。

## 活動
- 草原火祭 （页面存档备份，存于）[12]

## 景點

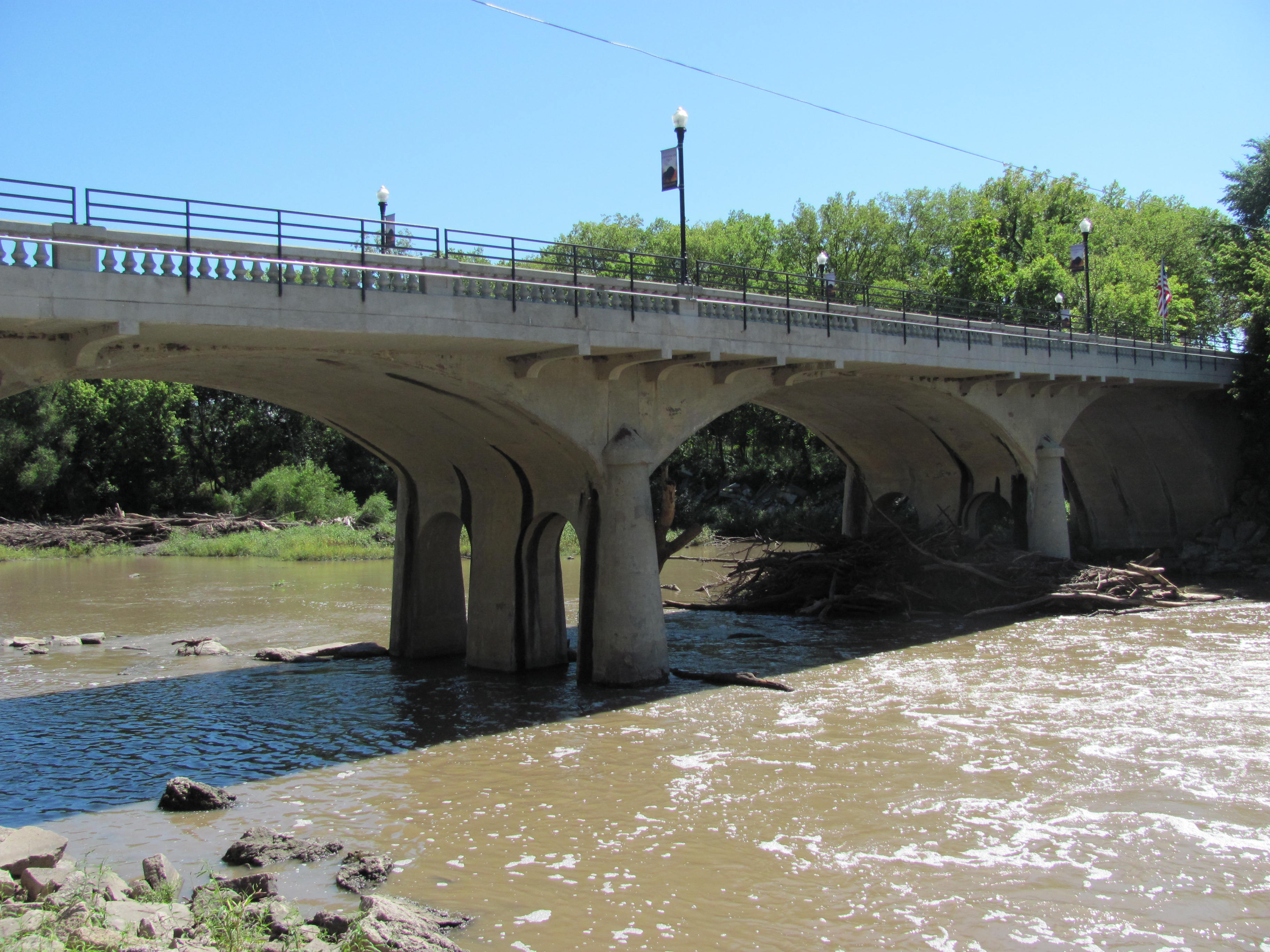
卡頓伍德福爾斯一座在1914年建成的橋樑，位於卡頓伍德河 (堪薩斯州)上（攝於2012年）

卡頓伍德福爾斯共有5處景點被列入至國家史蹟名錄（NRHP）中。
- 卡特大廈（Cartter Building）[13]（NRHP）。
- 蔡斯縣法院[14]（NRHP），此建築為堪薩斯州最老且持續運作的法院，也是密西西比河西岸最老且持續運作的法院之一。
- 蔡斯縣國家銀行（Chase County National Bank）[15]（NRHP）。
- 卡頓伍德河橋（Cottonwood River Bridge）[16]（NRHP）[17]。
- 塞繆爾·N·伍德故居（Samuel N Wood House）[18]（NRHP）。
- 位在法院廣場的堪薩斯州歷史標誌—「A Landmark Of Distinction」[19]。
- 蔡斯湖瀑布（Chase Lake Falls）[20]。

## 人口統計
| 调查年                | 人口  | 备注   | %±     |
| --------------------- | ----- | ------ | ------ |
| 1880                  | 518   |        | —      |
| 1890                  | 770   |        | 48.6%  |
| 1900                  | 842   |        | 9.4%   |
| 1910                  | 899   |        | 6.8%   |
| 1920                  | 1,044 |        | 16.1%  |
| 1930                  | 963   |        | −7.8%  |
| 1940                  | 1,078 |        | 11.9%  |
| 1950                  | 957   |        | −11.2% |
| 1960                  | 971   |        | 1.5%   |
| 1970                  | 987   |        | 1.6%   |
| 1980                  | 954   |        | −3.3%  |
| 1990                  | 889   |        | −6.8%  |
| 2000                  | 966   |        | 8.7%   |
| 2010                  | 903   |        | −6.5%  |
| 2014年估计            | 877   | [ 21 ] | −2.9%  |
| U.S. Decennial Census |       |        |        |

卡頓伍德福爾斯屬恩波里亞都市統計區的一部分。

### 2010年普查
據2010年美國人口普查，此城市人口有903人，戶數342戶，205個家庭。人口密度為590.9人/每平方公里（1,530.5人/每平方英里）。此城市有414棟住宅，平均每平方公里有270.9棟住宅。此城市居民之種族中，白人佔93.9%，非裔美國人佔3.4%，亞裔美國人佔0.2%，其他種族佔1.1%，混血種族則佔1.3%。而西班牙裔或拉丁裔美國人佔此城市人口的7.0%。
此城市之戶籍數計有342戶。其中擁有18歲以下孩童的住戶佔28.7%；已婚夫婦且同居的住戶佔46.8%，住戶為女性單親者佔9.4%；住戶為男性單親者佔3.8%；住戶並非一個家庭的佔40.1%。住戶為獨自一人居住的佔全戶之37.1%，其中有21.7%為65歲或以上之獨居老人。每戶住戶平均成員人數為2.22人，每個家庭平均成員人數則是2.92人。
此城市居民之年齡中位數為43.3歲。以年齡層分類，年齡低於18歲者佔20.2%；年齡介在18歲至24歲之間者佔8.7%；年齡介在25歲至44歲之間者佔24.9%；年齡介在45歲至64歲之間者佔23.1%；年齡高於65歲者佔23.3%。男性佔全市人口之49.8%，女性則佔全市人口之50.2%。

### 2000年普查
據2000年人口普查，此城市人口有966人，戶數375戶，227個家庭。人口密度為643.1人/每平方公里（1,674.9人/每平方英里）。此城市有427棟住宅，平均每平方公里有284.3棟住宅。此城市居民之種族中，白人佔94.93%，非裔美國人佔2.38%，美洲原住民佔1.14%，亞裔美國人佔0.21%，其他種族佔0.83%，混血種族則佔0.52%。而西班牙裔或拉丁裔美國人佔此城市人口的2.38%。
此城市之戶籍數計有375戶，其中擁有18歲以下孩童的住戶佔28.3%；已婚夫婦且同居的住戶佔47.2%，住戶為女性單親者佔11.7%；住戶並非一個家庭的佔39.2%。住戶為獨自一人居住的佔全戶之34.4%，其中有20.5%為65歲或以上之獨居老人。每戶住戶平均成員人數為2.27人，每個家庭平均成員人數則是2.93人。
以年齡層分類，年齡低於18歲者佔23.2%；年齡介在18歲至24歲之間者佔6.1%；年齡介在25歲至44歲之間者佔29.6%；年齡介在45歲至64歲之間者佔18.1%；年齡高於65歲者佔23.0%。此城市居民之年齡中位數為39歲。性別比方面，每100名女性所對應的男性數為91.7名，如只計算18歲或以上的居民，則是每100名女性所對應的男性數為90.7名。
此城市每戶平均收入為28,947美元，每個家庭平均收入為37,986美元。男性平均收入27,639美元；女性平均收入19,167美元。此城市人均收入為15,166美元。此城市約有8.8%的家庭以及11.6%的居民低於貧窮門檻，其中18歲以下者占15.0%，65歲以上者佔8.6%。

## 政府

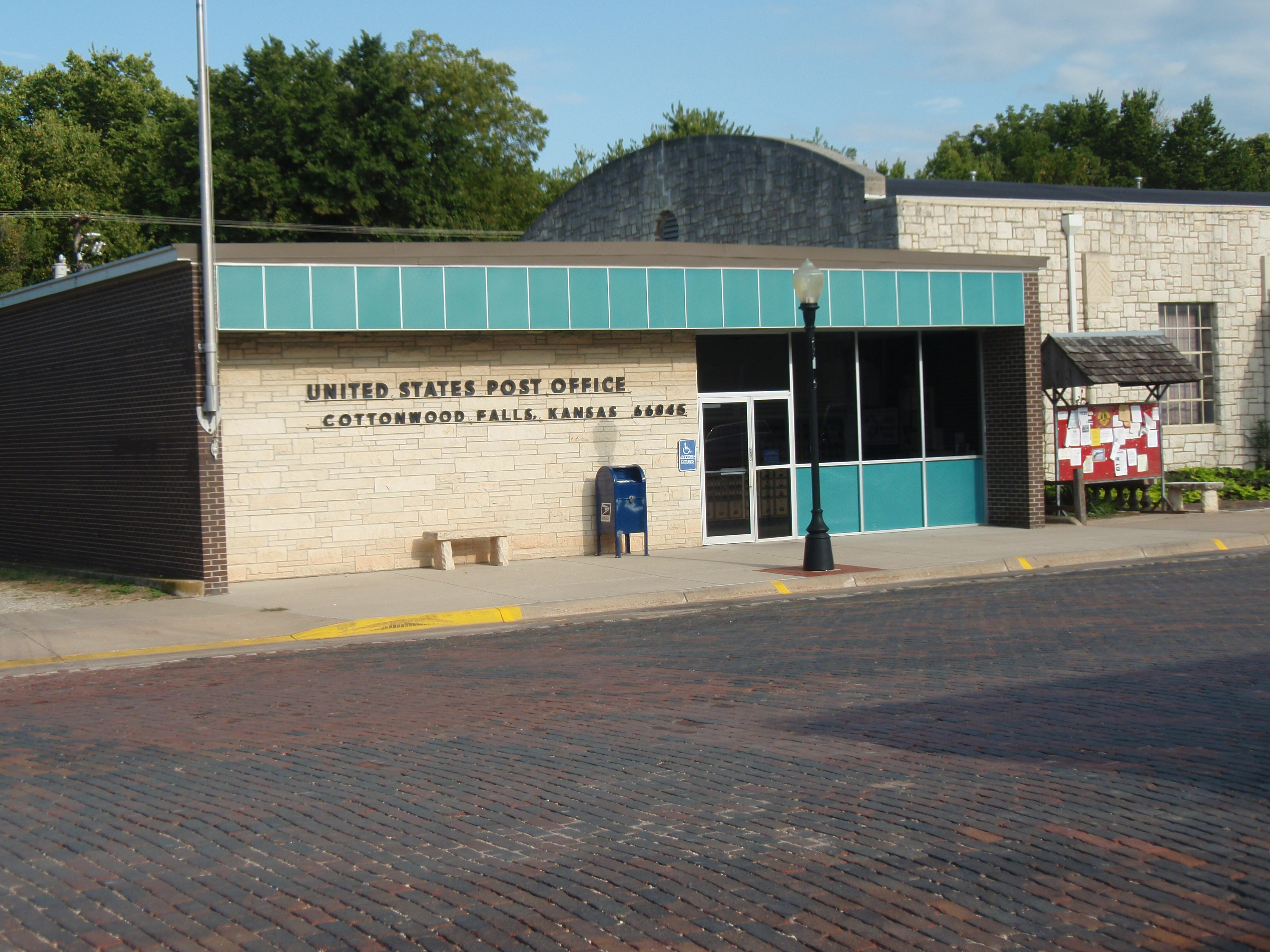
位於卡頓伍德福爾斯的美國郵政局（攝於2009年）

### 城市
卡頓伍德福爾斯市政府由1名市長以及5名市議員所組成；市議會於每月第一個及第三個禮拜一晚上七點舉行。市議員選舉於奇數年舉行，任期4年。
- 卡頓伍德福爾斯市政府，百老匯街220號

### 縣
- 蔡斯縣法院（Chase County Courthouse），百老匯街
- 蔡斯縣警察局（Chase County Sheriff Department），沃爾納特街201號
- 蔡斯縣消防局（Chase County Fire Department），沃爾納特街201號

### 美國
- 美國郵政局（U.S. Post Office），百老匯街206號
- 美國聯合農場服務局（U.S. Consolidated Farm Service Agency），百老匯街219號
- 國家公園管理局（National Park Service，美國內政部），百老匯街226號

## 教育

### 中小學教育
卡頓伍德福爾斯屬第284聯合學區的一部分。
- 蔡斯縣中學（英语：Chase County Junior/Senior High School），梅伊街600號
- 蔡斯縣小學，梅普爾街401號

#### 體育
鬥牛犬為蔡斯縣高中的吉祥物。高中所有體育及非體育的比賽皆由堪薩斯州高中活動協會所管理。

### 圖書館
- 伯恩利紀念圖書館（Burnley Memorial Library），奧克街401號

## 基礎建設

### 交通
- 177號堪薩斯州州道（英语：K-177 (Kansas highway)），一條由南北方向通過此城市的州道。

- 卡頓伍德福爾斯機場（英语：Cottonwood Falls Airport）（FAA：9K0）[27]，位在第8街和機場路的東南方[28]。

### 公共設施
- 網路
  - 衛星網際網路由HughesNet（英语：HughesNet）、StarBand（英语：StarBand）及WildBlue（英语：Wildblue）提供
- 電視
  - 衛星電視由DirecTV及Dish Network提供
  - ATSC数字电视

## 圖片

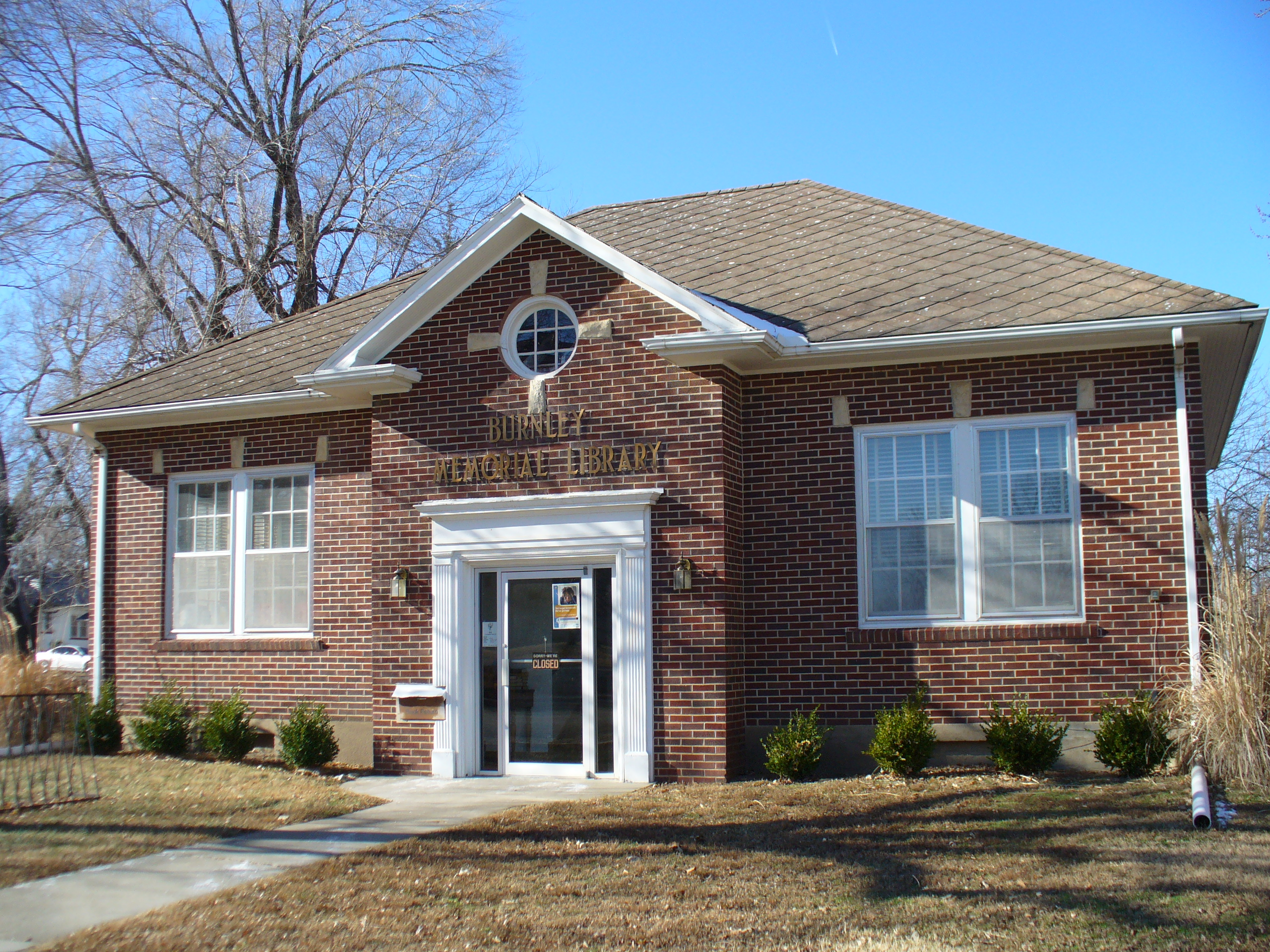
伯恩利紀念圖書館（2006年）
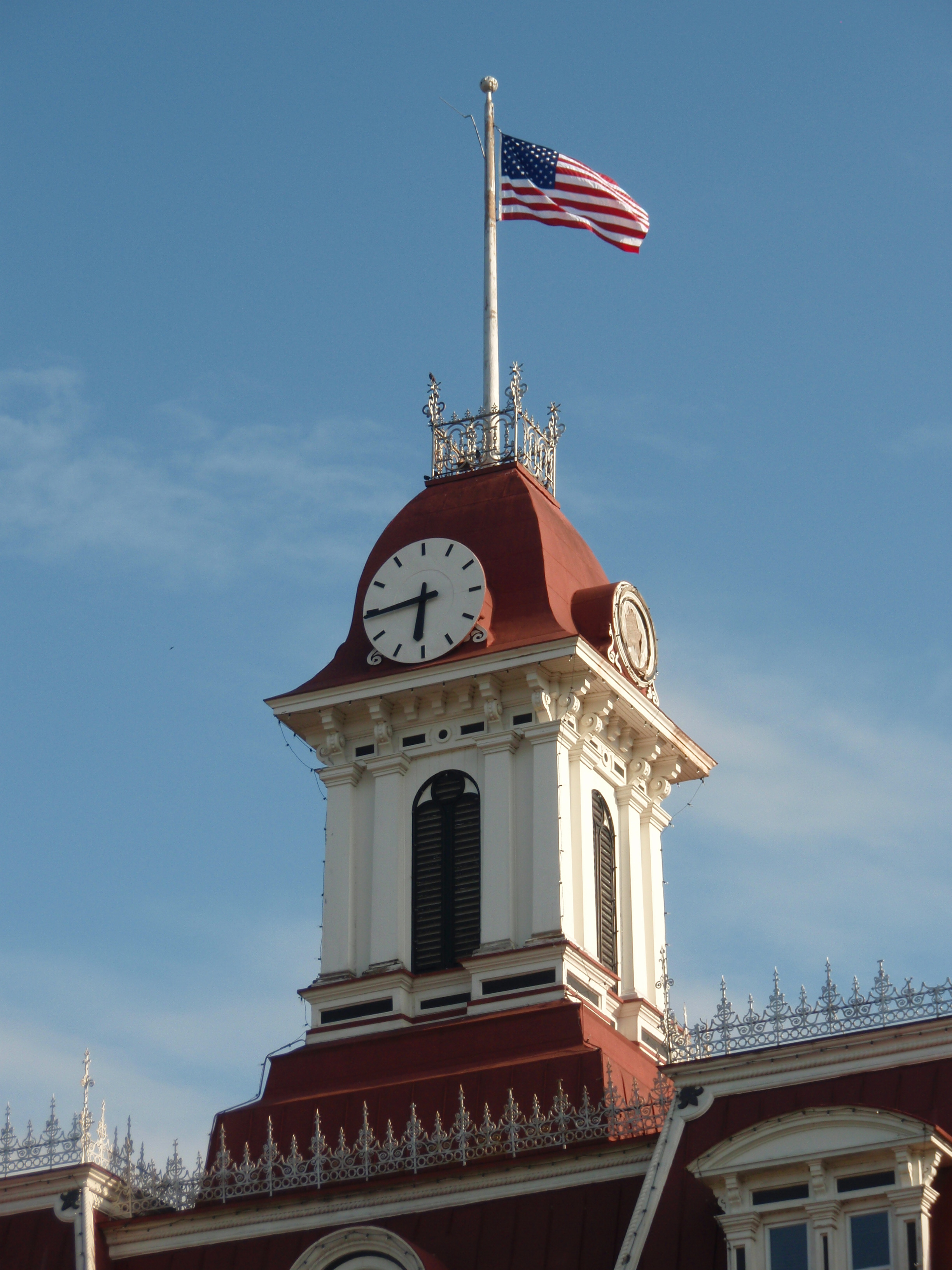
法院鐘樓（2009年）
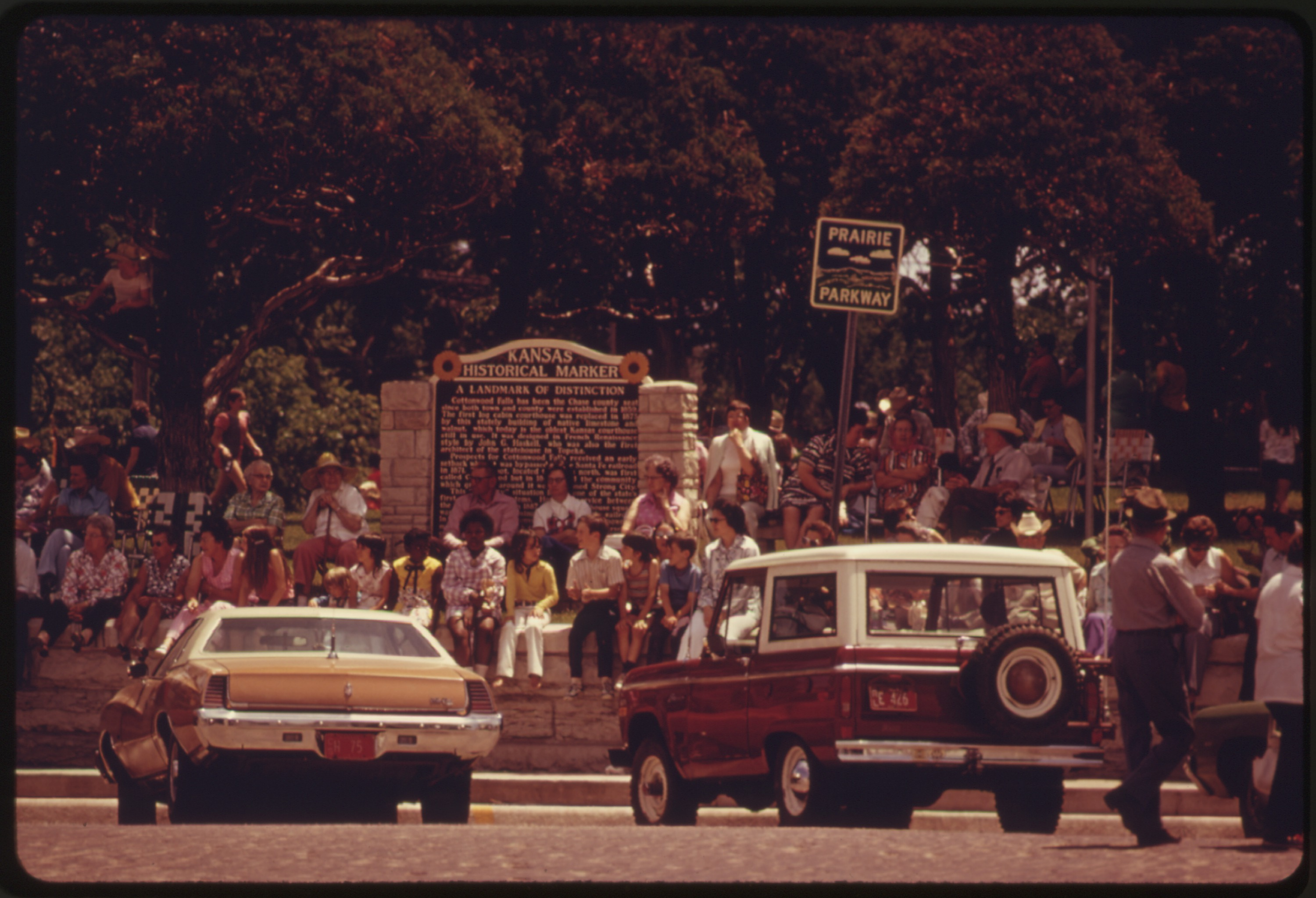
1974年6月，民眾在遊行期間於城市廣場中聚集
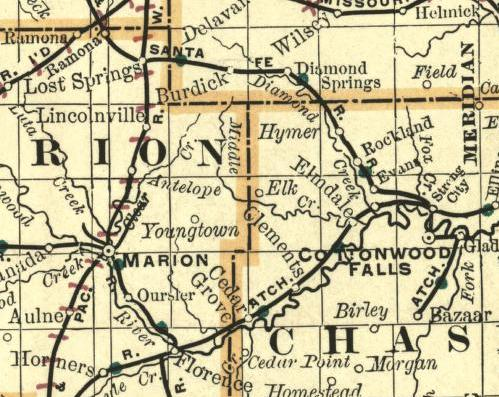
1893年鐵路地圖

## 知名人物
- 約翰·B·T·坎貝爾三世，來自加利福尼亚州的美國眾議員、會計師、汽車經銷商
- 達德利·杜利特爾（英语：Dudley Doolittle）（1881年－1957年），來自堪薩斯州的美國眾議員、律師、銀行家
- 哈雷·馬丁（英语：Harley A. Martin）（1880年－1951年），威斯康辛州州議員、農民[29]
- 威廉·摩根（英语：William Yoast Morgan）（1866年－1932年），報紙出版商、編輯、作者、堪薩斯州副州長（1915年－1919年）
- 塞繆爾·伍德（英语：Samuel Newitt Wood）（1825年12月30日－1891年6月23日），美國律師、堪薩斯州政治人物

## 外部連結
城市
- 卡頓伍德福爾斯市 （页面存档备份，存于）
- 卡頓伍德福爾斯—公職人員名錄
- 蔡斯縣商會 （页面存档备份，存于）

學校
- USD 284 （页面存档备份，存于），所在學區

圖片
- Historic Images of Cottonwood Falls （页面存档备份，存于）, Special Photo Collections at Wichita State University Library.

歷史
- 跨大陸及西部航空599號班機紀念館 （页面存档备份，存于），Knute Rockne crash site.
- Poster from Chase County Agricultural Fair from October 7-9, 1891（页面存档备份，存于）

住宿
- 中央大酒店 （页面存档备份，存于）

地圖
- 卡頓伍德福爾斯市地圖 （页面存档备份，存于），堪薩斯州運輸部
- 卡頓伍德福爾斯地形圖／巴扎地區，美國地質調查局
- 蔡斯縣地圖：當前（页面存档备份，存于），歷史（页面存档备份，存于），堪薩斯州運輸部